# Niszczyciele typu B 97
Niszczyciele typu B 97 – typ ośmiu niszczycieli zbudowanych dla i używanych przez Kaiserliche Marine. Okręty służyły w czasie I wojny światowej; jeden został stracony w 1915 roku, sześć zostało zatopionych przez własne załogi w Scapa Flow w 1919, a jeden został przekazany marynarce włoskiej, gdzie służył do 1939 roku.

## Geneza
Jako część programu konstrukcyjnego w 1912 roku, Imperialna Flota Rosyjska zamówiła 22 nowe wielkie niszczyciele (typu Orfey) dla swojej Floty Bałtyckiej. Aby przyśpieszyć budowę tych okrętów, zlecenia na napęd dla nowych niszczycieli zostały skierowane do obcych państw, w tym Niemiec. Wybuch I wojny światowej oraz wypowiedzenie przez Niemcy wojny Rosji 1 sierpnia 1914, spowodowały wstrzymanie dostaw maszynerii. Stocznia AG Vulcan Stettin w Szczecinie zaproponowała użycie napędów przeznaczonych dla rosyjskiej marynarki do budowy dużych niszczycieli dla Kaiserliche Marine. Niszczyciele te mogłyby zostać dostarczone w przeciągu 6 miesięcy. Na początku niemiecka marynarka nie była entuzjastycznie nastawiona do pomysłu stoczni Vulcan, ponieważ jej flotylle torpedowe składały się głównie z mniejszych jednostek, ale admirał Alfred von Tirpitz przełamał te obiekcje i złożono zamówienia na cztery okręty w stoczniach AG Vulcan i Blohm und Voss. Jeszcze tego samego roku do stoczni Blohm und Voss złożono zamówienie na kolejne dwa niszczyciele, a ostatnie dwa okręty zamówiono w styczniu 1915 roku.

## Konstrukcja
Jako że nowe okręty były znacznie większe od istniejących ówcześnie jednostek torpedowych Kaiserliche Marine, były znane raczej jako niszczyciele (Zerstörer) niż łodzie torpedowe (Torpedoboote). Dwie stocznie zbudowały swoje okręty na trochę inne sposoby. Niszczyciele zbudowane w stoczni Blohm + Voss miały 98 m długości całkowitej, 96 m długości na linii wody i 9,35 m szerokości. Dwa pierwsze okręty z tej stoczni, B 97 i B 98 miały 3,42 m zanurzenia, podczas gdy pozostałe niszczyciele z Blohm + Voss (B 109, B 110, B 111 i B 112) miały 3,39 m zanurzenia. Okręty ze stoczni w Hamburgu miały wyporność 1374 tony standardowo i 1843 tony bojowo. Dwa niszczyciele zbudowane w stoczni AG Vulcan (V 99 i V 100) miały 99 m długości całkowitej, 98 m długości na linii wody, 9,36 m szerokości i 3,6 m zanurzenia. Ich wyporność standardowa wynosiła 1350 ton, zaś bojowa 1847 ton.
Cztery opalane olejem kotły dostarczały parę o ciśnieniu 17-18,5 atm do dwóch zestawów turbin parowych o łącznej mocy 40000 KM, które napędzały dwa wały ze śrubą. Pozwalało to osiągnąć pierwszym czterem okrętom prędkość 36,5 węzła, a pozostałym czterem 36 węzłów. Jednak prędkości podczas testów morskich dochodziły nawet do 37,4 węzła. Niszczyciele posiadały trzy kominy (były to pierwszy trzykominowe jednostki torpedowe zbudowane dla Niemieckiej Marynarki Wojennej). Zasięg wynosił 2250 Mm przy prędkości 20 węzłów dla okrętów ze stoczni AG Vulcan i 2620 Mm przy prędkości 20 węzłów dla okrętów ze stoczni Blohm + Voss. W momencie wejścia do służby, załoga składała się ze 114 oficerów i marynarzy, jednak do końca wojny liczba ta urosła do 140.
Uzbrojenie niszczycieli składało się z czterech dział SK L/45 kal. 88 mm na pojedynczych podstawach. Działa mogły wystrzeliwać 9-kilogramowe pociski odłamkowo-burzące na odległość 11790 m przy prędkości wylotowej pocisku 650 m/s. Szybkostrzelność wynosiła 15 strzałów na minutę. Zapas amunicji wynosił 120 pocisków na lufę. Każde działo ważyło 2,5 t. Tak jak większość ówczesnych niemieckich niszczycieli, niszczyciele typu B 97 zostały przezbrojone w 1916 roku na działa SK L/45 kal. 105 mm. Działa mogły wystrzeliwać 17,4-kilogramowe pociski na odległość 9460 m. Zapas amunicji wynosił 80 pocisków na lufę. Niszczyciele wyposażone były w sześć wyrzutni torpedowych kal. 500 mm, z dwoma stałymi rurami tuż za bakiem okrętu i dwoma podwójnymi wyrzutniami zamontowanymi na obrotowych lawetach na rufie okrętu. Kąt wychylenia lawet wynosił 15°. Okręty mogły zabrać na pokład 24 miny.

## Służba
Wszystkie okręty zostały wprowadzone do służby w 1915 roku. Były używane na Morzu Bałtyckim, Morzu Północnym i kanale La Manche. SMS V 99 zatonął 17 sierpnia, podczas wypadu z SMS V 100 w czasie bitwy w Zatoce Ryskiej. Okręty spotkały kilka rosyjskich niszczycieli, które trafiły V 99 kilkoma pociskami. Podczas ucieczki niszczyciel wpłynął na pole minowe i został trafiony przez dwie miny. Okręty brały również udział w bitwie jutlandzkiej i Operacji Albion, podczas której zatopiono rosyjski niszczyciel „Grom”.

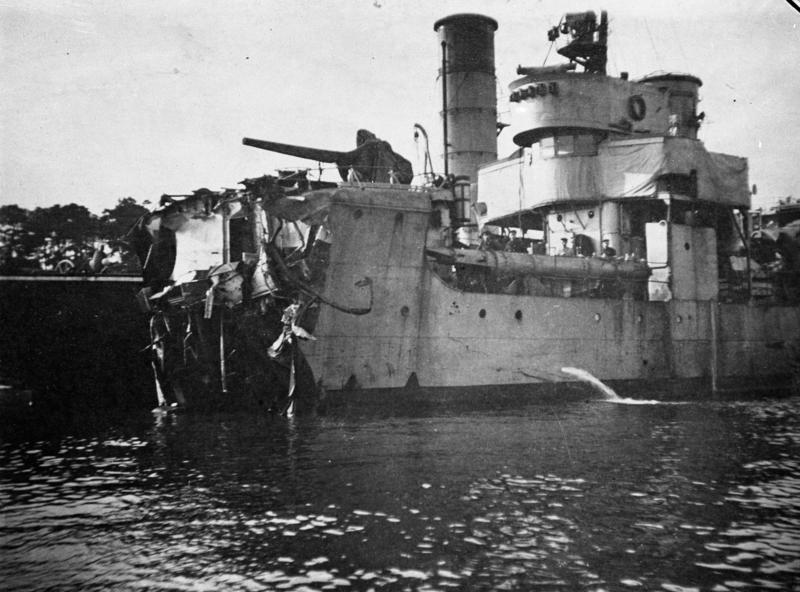
B 98 po wybuchu miny, 1917

Zgodnie z postanowieniami rozejmu w Compiègne, który kończył walki pomiędzy Niemcami, a zachodnimi aliantami, wiele z okrętów Hochseeflotte miało zostać internowanych w Scapa Flow w Orkadach. SMS B 98 dostarczał pocztę pomiędzy Niemcami a internowaną flotą. W czasie wykonywania tego zadania okazało się, że niemiecki niszczyciel miał gorszą dzielność morską od eskortujących go brytyjskich niszczycieli typu V, które były w stanie uzyskać większą prędkość przy gorszej pogodzie. 21 czerwca 1919 niemiecka flota w Scapa Flow, w tym V 100, B 109, B 110, B 111 oraz B 112, została samozatopiona. W tym czasie B 98 wykonywał rejs pocztowy i został przejęty przez Wielką Brytanię, kiedy przybył do Scapa Flow 22 czerwca. W czasie holowania okrętu (prawdopodobnie do Rosyth w celu złomowania), podczas złej pogody B 98 zerwał się z holu i osiadł na mieliźnie w Zatoce Lopness u wybrzeża wyspy Sanday. 17 lutego 1920 roku okręt został uznany za osiadły na mieliźnie. Niedługo potem okręt został zezłomowany. Niszczyciele, które zostały zatopione w Scapa Flow zostały wydobyte i zezłomowane pomiędzy 1919 a 1926 rokiem.

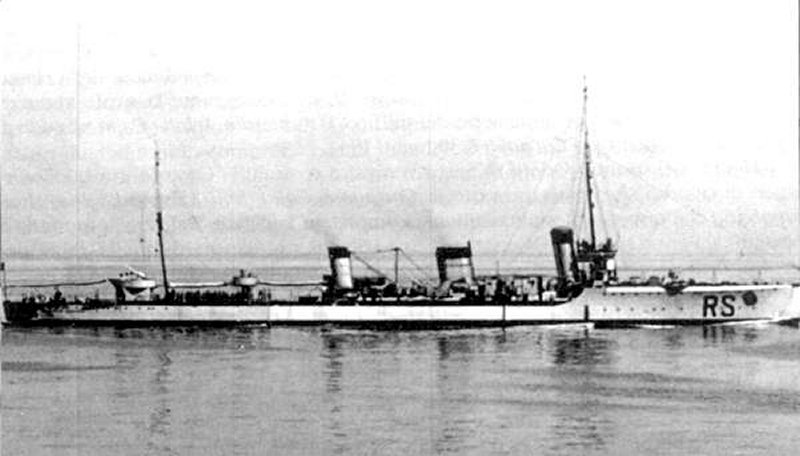
„Cesare Rossarol”, były B 97, w służbie włoskiej

Ostatni okręt, B 97 został przekazany Włochom w ramach reparacji wojennych 19 września 1920. Włosi przezbroili okręt, zastępując cztery działa kal. 105 mm trzema działami kal. 120 mm w jednej podwójnej wieży na dziobie i jednej pojedynczej na rufie; dodano dwa działa przeciwlotnicze kal. 76 mm oraz usunięto dwie wyrzutnie torpedowe. 1 grudnia 1924 wprowadzono go do służby w Regia Marina jako „Cesare Rossarol”. W 1931 roku niemieckie wyrzutnie torpedowe zastąpiono włoskimi kal. 450 mm. Od 1932 niszczyciel był używany jako okręt eksperymentalny. 17 stycznia 1939 wycofano go ze służby.

## Okręty
| Nazwa     | Stocznia                    | Zwodowany       | Wprowadzony do służby | Los |
| --------- | --------------------------- | --------------- | --------------------- | --- |
| SMS B 97  | Blohm und Voss, Hamburg     | 15 grudnia 1914 | 13 lutego 1915        | Przekazany Włochom jako reparacje wojenne w 1920. Wprowadzony do służby w Regia Marina 1 grudnia 1924 jako „Cesare Rossarol”. Poważnie uszkodzony 17 stycznia 1939. |
| SMS B 98  | Blohm und Voss, Hamburg     | 2 stycznia 1915 | 24 marca 1915         | Przejęty przez Wielką Brytanię 22 czerwca 1919. Zezłomowany tego samego roku.                                                                                       |
| SMS V 99  | AG Vulcan Stettin, Szczecin | 9 lutego 1915   | 20 kwietnia 1915      | Zatopiony przez minę w czasie walki z rosyjskimi niszczycielami podczas bitwy w Zatoce Ryskiej, 17 sierpnia 1915.                                                   |
| SMS V 100 | AG Vulcan Stettin, Szczecin | 8 marca 1915    | 17 czerwca 1915       | Zatopiony przez załogę 21 czerwca 1919 w Scapa Flow. Wydobyty w 1919, zezłomowany w 1921 roku.                                                                      |
| SMS B 109 | Blohm und Voss, Hamburg     | 11 marca 1915   | 8 czerwca 1915        | Zatopiony przez załogę 21 czerwca 1919 w Scapa Flow. Wydobyty i zezłomowany w 1926 roku.                                                                            |
| SMS B 110 | Blohm und Voss, Hamburg     | 31 marca 1915   | 26 czerwca 1915       | Zatopiony przez załogę 21 czerwca 1919 w Scapa Flow. Wydobyty w 1925, zezłomowany w 1926 roku.                                                                      |
| SMS B 111 | Blohm und Voss, Hamburg     | 8 czerwca 1915  | 10 sierpnia 1915      | Zatopiony przez załogę 21 czerwca 1919 w Scapa Flow. Wydobyty i zezłomowany w 1926 roku.                                                                            |
| SMS B 112 | Blohm und Voss, Hamburg     | 17 czerwca 1915 | 3 września 1915       | Zatopiony przez załogę 21 czerwca 1919 w Scapa Flow. Wydobyty i zezłomowany w 1926 roku.                                                                            |